# Dasyhelea tymicola
Dasyhelea tymicola är en tvåvingeart som beskrevs av Remm 1993. Dasyhelea tymicola ingår i släktet Dasyhelea och familjen svidknott. Inga underarter finns listade i Catalogue of Life.